# راچو پتروف
راچو پتروف (بلغاری: Рачо Петров Стоянов؛ ۳ مارس ۱۸۶۱ – ۲۲ ژانویهٔ ۱۹۴۲) یک سیاست‌مدار اهل بلغارستان بود.